# Tournoi d'ouverture du championnat du Paraguay de football 2016
Navigation
Tournoi précédent Tournoi suivant
Le tournoi d'ouverture de la saison 2016 du Championnat du Paraguay de football est le premier tournoi semestriel de la cent-sixième saison du championnat de première division au Paraguay. La saison est scindée en deux tournois saisonniers qui délivrent chacun un titre de champion. Les douze clubs participants sont réunis au sein d'une poule unique où ils affrontent leurs adversaires deux fois, à domicile et à l'extérieur. Il n’y a ni promotion, ni relégation à l’issue du tournoi.
C'est le Club Libertad qui remporte le tournoi après avoir terminé en tête du classement final, avec un seul point d'avance sur Club Olimpia et neuf sur le duo Club Sol de América-Club Guaraní. C'est le dix-neuvième titre de champion du Paraguay de l'histoire du club.

## Qualifications continentales
Le vainqueur du tournoi Ouverture est qualifié pour la Copa Libertadores 2017.

## Les clubs participants
- Club Libertad
- Club Nacional
- Cerro Porteño
- Club Guaraní
- Club Deportivo Capiatá
- Club Sol de América
- General Caballero SC - Promu de División Intermedia
- Club Olimpia
- Club Sportivo Luqueño
- Club General Díaz
- Club River Plate - Promu de División Intermedia
- Club Rubio Ñu

## Compétition
Le barème utilisé pour établir le classement est le suivant :
- Victoire : 3 points
- Match nul : 1 point
- Défaite : 0 point

### Classement
| Rang | Équipe                 | Pts | J  | G  | N | P  | Bp | Bc | Diff |
| ---- | ---------------------- | --- | -- | -- | - | -- | -- | -- | ---- |
| 1    | Club Libertad          | 44  | 22 | 14 | 2 | 6  | 38 | 23 | +15  |
| 2    | Club OlimpiaT          | 43  | 22 | 14 | 1 | 7  | 57 | 30 | +27  |
| 3    | Club Sol de América    | 35  | 22 | 9  | 8 | 5  | 41 | 36 | +5   |
| 4    | Club Guaraní           | 35  | 22 | 10 | 5 | 7  | 35 | 31 | +4   |
| 5    | Club Rubio Ñu          | 33  | 22 | 10 | 3 | 9  | 31 | 32 | -1   |
| 6    | Cerro Porteño          | 31  | 22 | 9  | 4 | 9  | 40 | 32 | +8   |
| 7    | Club Deportivo Capiatá | 30  | 22 | 8  | 6 | 8  | 42 | 42 | 0    |
| 8    | Club Sportivo Luqueño  | 27  | 22 | 7  | 6 | 9  | 28 | 31 | -3   |
| 9    | General Caballero SCP  | 26  | 22 | 7  | 5 | 10 | 36 | 47 | -11  |
| 10   | Club General Díaz      | 24  | 22 | 6  | 6 | 10 | 32 | 44 | -12  |
| 11   | Club Nacional          | 23  | 22 | 6  | 5 | 11 | 36 | 42 | -6   |
| 12   | Club River PlateP      | 16  | 22 | 3  | 7 | 12 | 17 | 43 | -26  |

|  | Qualification pour la Copa Libertadores 2017         |
|  | T : Tenant du titre P : Promu de División Intermedia |

### Résultats
| Résultats (▼dom., ►ext.) | CAP | CCP | GCA | GEN | GUA | LIB | NAC | OLI | RIV | RUB | SOL | SLU |
| Club Deportivo Capiatá   |     | 0-2 | 3-2 | 2-1 | 0-2 | 0-2 | 2-4 | 3-5 | 1-1 | 2-2 | 1-1 | 1-0 |
| Cerro Porteño            | 3-2 |     | 3-0 | 2-2 | 3-4 | 0-1 | 1-2 | 1-2 | 4-0 | 1-2 | 1-4 | 2-1 |
| General Caballero SC     | 3-7 | 2-4 |     | 5-1 | 0-1 | 0-2 | 1-3 | 2-1 | 2-3 | 0-1 | 1-1 | 0-0 |
| Club General Díaz        | 2-2 | 2-5 | 1-3 |     | 3-2 | 1-0 | 1-1 | 4-1 | 3-0 | 0-2 | 2-1 | 2-2 |
| Club Guaraní             | 0-3 | 0-0 | 1-2 | 3-0 |     | 1-3 | 1-0 | 0-2 | 4-2 | 3-1 | 2-1 | 3-2 |
| Club Libertad            | 4-2 | 2-1 | 2-2 | 2-1 | 0-0 |     | 4-3 | 3-1 | 3-1 | 0-1 | 1-2 | 1-0 |
| Club Nacional            | 0-1 | 1-1 | 2-3 | 1-3 | 2-1 | 1-3 |     | 2-2 | 0-0 | 3-1 | 0-3 | 1-1 |
| Club Olimpia             | 1-3 | 0-1 | 7-1 | 4-1 | 3-2 | 1-0 | 3-1 |     | 3-0 | 4-1 | 6-0 | 2-0 |
| Club River Plate         | 1-1 | 0-2 | 0-0 | 1-1 | 1-1 | 1-3 | 1-3 | 0-3 |     | 1-4 | 1-1 | 0-1 |
| Club Rubio Ñu            | 1-2 | 1-0 | 1-2 | 0-0 | 2-2 | 2-0 | 2-1 | 1-4 | 1-2 |     | 0-2 | 1-2 |
| Club Sol de América      | 3-2 | 2-2 | 3-3 | 3-1 | 0-0 | 2-1 | 4-3 | 2-1 | 0-1 | 1-2 |     | 3-3 |
| Club Sportivo Luqueño    | 2-2 | 2-1 | 0-2 | 2-0 | 1-2 | 0-1 | 3-2 | 2-1 | 2-0 | 0-2 | 2-2 |     |

## Bilan de la saison
| Championnat du Paraguay de football 2016 |                           |
| Champion                                 | Club Libertad (19e titre) |
| Qualifications continentales             |                           |
| Copa Libertadores 2017                   | Club Libertad             |
| Promotions et relégations                |                           |
| Promus en Primera División               | Aucun                     |
| Relégués en División Intermedia          | Aucun                     |